# Garvning

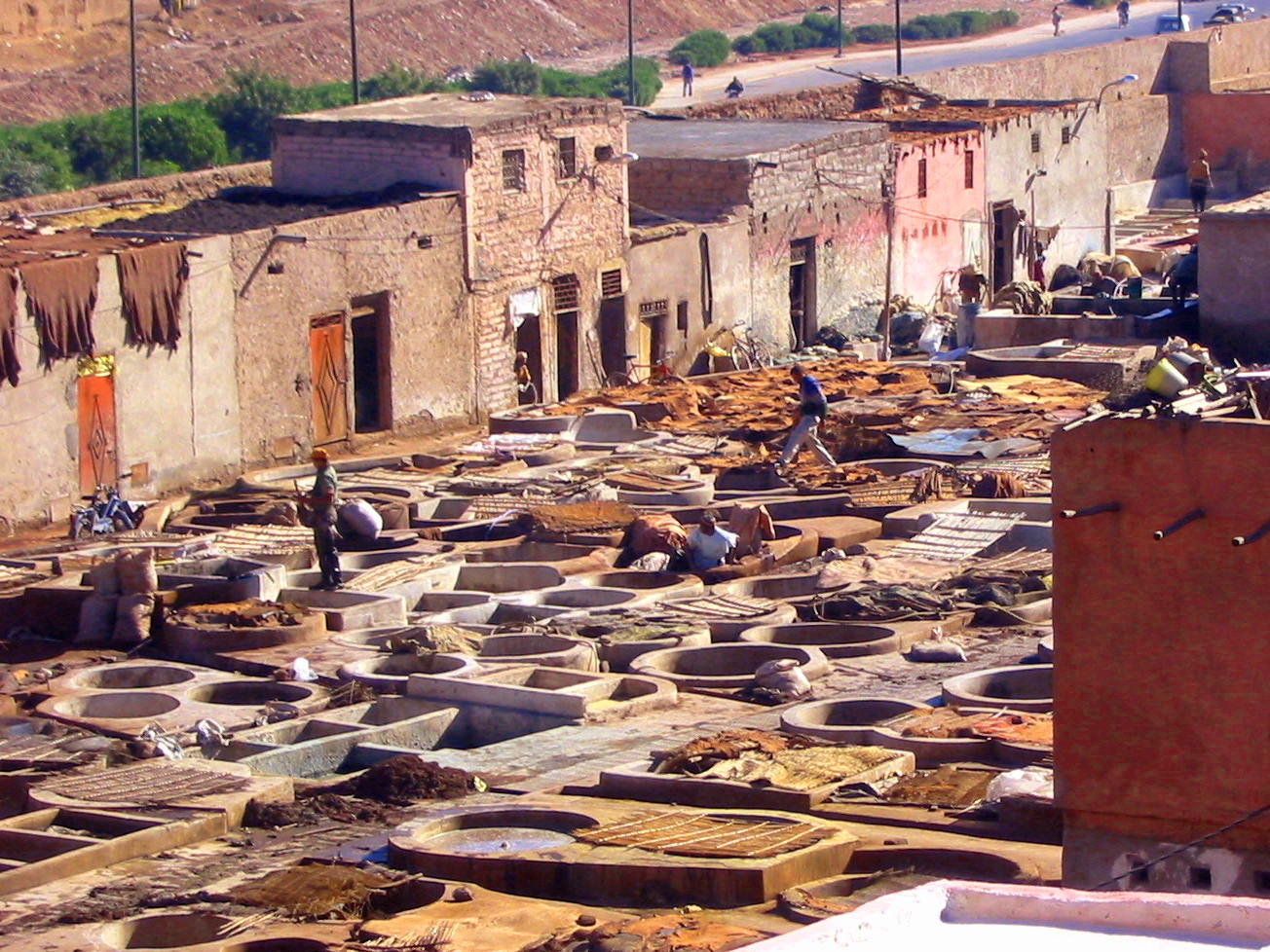
Garverier i Marrakech

Garvning av djurhudar och skinn är en procedur varigenom hud omvandlas till läder och är en form av konservering som syftar till att göra lädret mjukt och hållbart. Även fiskskinn kan garvas. I inskränkt bemärkelse är garvning en fysikalisk-kemisk process mellan garvämne och hudsubstans. Beredningen utförs av garvare vid ett garveri.

## Historia

### Förhistoria
Garvare är ett av de absolut äldsta yrken som finns, eftersom det har anor tillbaks till den tid när naturfolk själva var tvungna att framställa sina egna kläder och skor, långt före tiden när marknader och handelsplatser bildades där man kunde köpa färdigt material. Från början handlade det mest om att ta fram pälsskinn (skinn där djurets hår sitter kvar). Senare blev det aktuellt med garvning av läder.
I hebreiska skrifter från 200 f.Kr. kan man läsa att den kvinna som gift sig med en garvare hade rätt till skilsmässa om mannen förde med sig garverilukt hem. Under romersk järnålder var skinnen från de nordliga skandinaviska länderna berömda, och den romerske historieskrivaren Jordanes skriver i sitt verk Getica om sveafolket:
| ” | Suehans, quae velud Thyringi equis utuntur eximiis, hi quoque sunt, qui in usibus Romanorum sappherinas pelles commercio interveniente per alias innumeras gentes transmittunt, famosi pellium decora nigridine, hi cum inopes vivunt, ditissime vestiuntur | „ |

Vilket betyder:
| ” | Svearna, som i likhet med Thüringarna, har utmärkta hästar. Det är också de som sänder via oräkneliga andra stammar de skimrande skinnen som säljs till romare. De är ett folk kända för den mörka tonen i sina fällar, och som, trots att de lever i fattigdom, klär sig som furstar. | „ |

I Iliaden besjungs garvning med oljor, fettgarvning. Garvaren hade i det klassiska Grekland hög ställning, något som kan förklaras med att han ombesörjde material till krigsutrustning som hjälmar och sköldar.
Det kan noteras ur dessa texter att i mer utvecklade kulturer som i Grekland, främre Orienten och Romarriket betraktades garvning som ett yrke för män medan det hos mer primitiva kulturer och naturfolk ansetts vara en kvinnosyssla. I Sverige levde garvningen kvar i vissa delar som kvinnouppgift långt in på medeltiden.
I samhällen längs älvar, floder och kuster runt om i världen finns en tradition av att garva fiskskinn.

### Medeltiden
I Malmö fick skinnare sitt första skrå år 1429. Skinnberedning och garvning hade då blivit ett hantverksyrke för män. Specialisering skedde inom yrket och garvarna kunde indelas i egentliga garvare som beredde sulläder och grövre läder, vitgarvare som gjorde lättare lädersorter, körsnärer och sämskmakare som tillverkade sämskläder av ren- och älghudar.
Yrket gick i arv från far till son. De stränga gesällproven gjorde det svårt att förkovra sig till mästare. Detta vittnar talesättet från 1600-talet om, "I Sverige kan man evertuera sig (anstränga sig) och bliva konung men sämskmakare kan man icke bliva". Karduansmakare var en garvare av karduansläder som är en finare sorts skinn. Ordet karduans kommer eventuellt från den spanska staden Córdoba. Karduansmakargatan i centrala Stockholm är uppkallad efter detta yrke. Garveriverksamhet i städerna var en olägenhet. Ett öknamn på dem som utövade yrket var "stinkare" och de anklagades för att förstöra vattnet.
Aposteln Bartolomeus, som enligt legenden flåddes levande, var garvarnas skyddspatron.

### 1700-talet
I renässansens 1700-tal började en fransk kemist, Armand Seguin, intressera sig för garvningens förlopp i naturvetenskapligt avseende. Han fann att en hud blir tyngre efter garvning varur han drog slutsatsen att garvämne binds i huden. Efter ytterligare experiment med vegetabilisk garvning insåg han att en betydlig effektivisering sker vid garvning om koncentrerade extrakt av växter med garvande egenskaper används. Denna upptäckt fick stor betydelse – industrin arbetar utifrån den än idag.
I början på 1700-talet förbjöds allmogen i Sverige att resa runt i landet och köpa upp skinn att bereda för att sedan sälja. En anpassning skedde och skinnare började istället gå runt på landsbygden och bereda skinn hemma hos kunden. Detta fick särskilt stor utbredning i Malungs socken i Dalarna och ett känt begrepp är Malungsskinnare.

### 1800-talet
På 1840-talet utvecklade den svenska kemisten Carl Erengisle Hyltén-Cavallius den garvningsmetod där kromsalter används i stället för olika organiska ämnen och som han sökte ett svenskt patent på 1850. Men han hann dö av blodförgiftning 1853 när han stod i begrepp att åka till London för att ta ut ett världspatent. Vid sekelskiftet hade kromgarvningsmetoden slagit igenom fullt ut och de små hantverksmässigt skötta garverierna fick lämna plats åt stora massproducerande enheter. Den stora nackdelen med kromsalterna är deras allvarliga miljöpåverkan om de inte tas om hand på ett effektivt sätt.
I Sverige utmärkte sig Stockholmsfamiljen Lundin särskilt, kända bland annat genom Alfred Elkenstein som gett namn åt en gata på Kungsholmen, Garvar Lundins gränd. Lundins drev garveri på Kungsholmen mellan år 1825 och 1900. Familjen Frost med Lars Frost i Landskrona samt Samuel Frost i Malmö. Båda var söner till garverifabrikör Nils Petter Frost i Landskrona och i början på 1900-talet var släkten Frost Skandinaviens största läderfabrikörer.

### 1900-talet
Under detta sekel utvecklades lädertillverkningen och större industrier växte fram. Störst i Skandinavien blev Lundbergs läderfabrik i Valdemarsvik, med som mest omkring 600 anställda. Import av billigare lädervaror gjorde emellertid svensk tillverkning olönsam och 1960 såldes företaget och lädertillverkningen i Valdemarsvik lades ner.
Exempel på andra framgångsrika garveriindustrier under 1900-talets början är Nättraby Läderfabrik.

## Metod

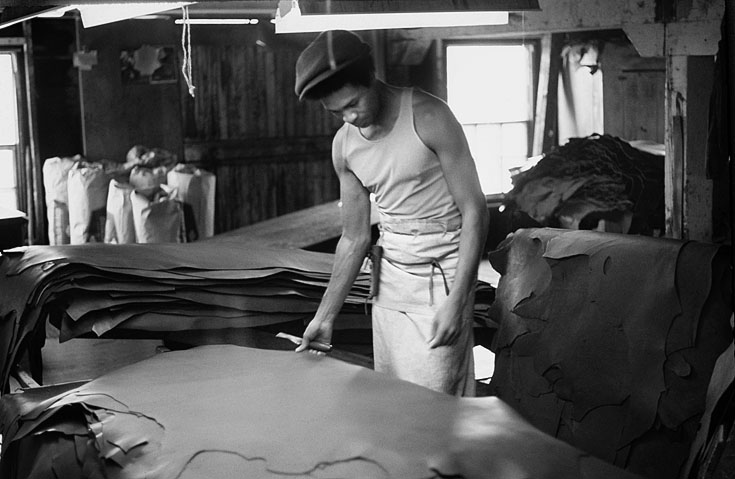
Garvare i garveriet

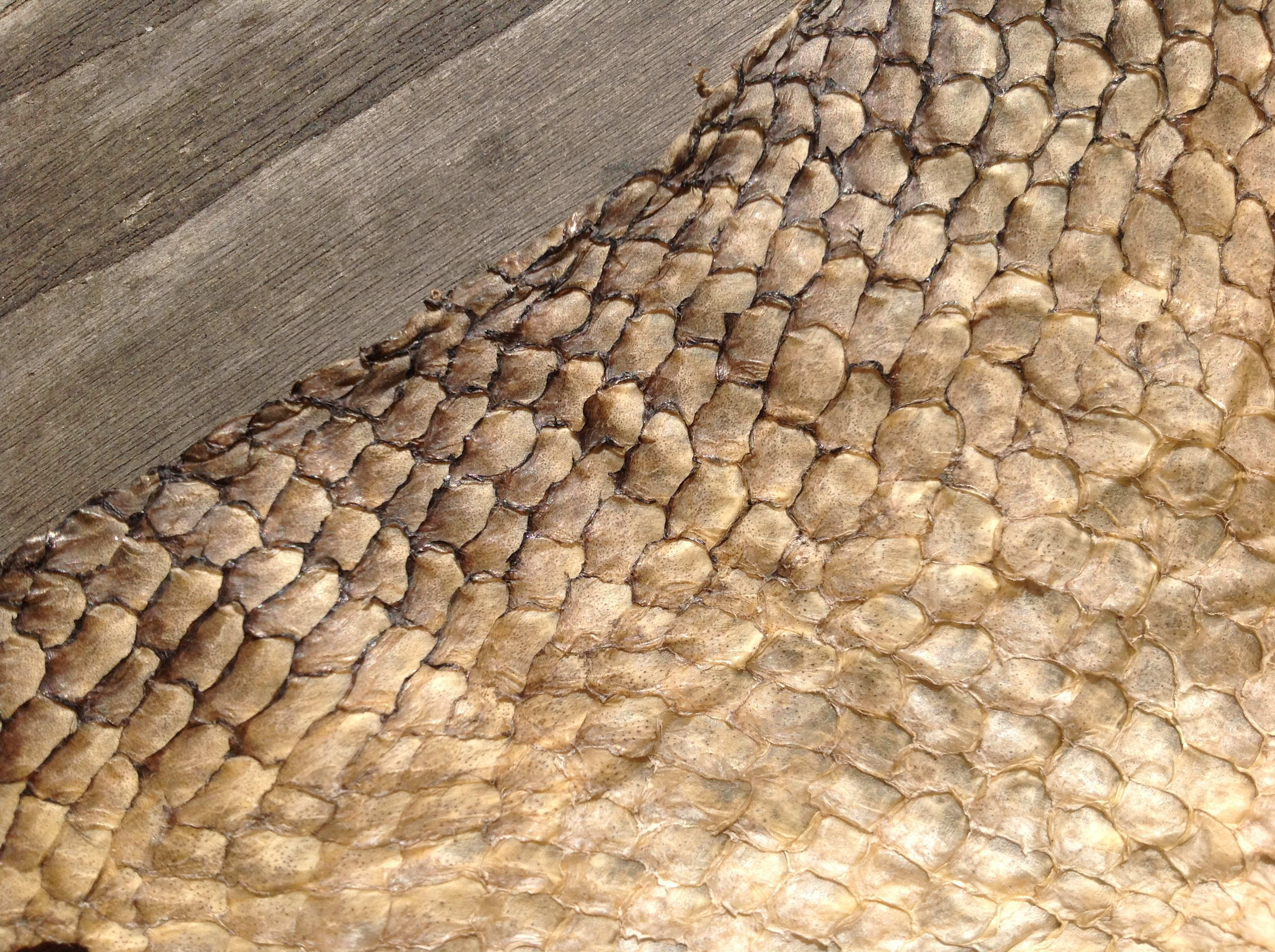
Garvat fiskskinn av lax.

### Översikt över olika garvningsmetoder
- Vegetabilisk garvning
- Mineralgarvning
- Alungarvning
- Aldehydgarvning
- Rökgarvning
- Alunbad
- Alungröt
- Glacegarvning
- Kromgarvning
- Svensklädret
- Sämskgarvning

### Garvningsprocessen

#### Mjukgöring
För att skinnet ska få sin slutliga mjukhet krävs en omfattande mjukgöring av skinnet, det vill säga en kraftig mekanisk bearbetning. Denna sker fortlöpande under det att skinnet torkar efter infettningen. Vid bearbetningen blir kollagenfibrerna töjbara och fettet tränger in ordentligt i huden.

#### Vekning
Hudar och skinn köps av garverierna vanligen i konserverat tillstånd  från köttproducenter. Vekningen, liksom alla andra våta garvningsprocesser, påbörjas i stora roterande trummor, så kallade valkar av trä. Genom att skinnen och den lösning de ligger i ständigt är i rörelse underlättas till exempel garvämnenas inträngande i huden. Dessutom finns ingen risk att lösningens koncentration ska bli ojämn med efterföljande missfärgningar.

#### Redskap
Att arbeta vid en skavbom har varit främst hantverkarna i stadens metod. Tillhörande redskap är skavknivar böjda efter skavbommens rundning. Skinnet kläms fast mellan skavbommen och garvarens mage. Man får se upp så att man inte har en för vass kniv och skär igenom huden. En fördel är att lägga något sviktande mellan huden och skavbommen.
Vid garvning i hemmen på landsbygden har utnyttjats en enkel räckbänk. För räckningen har använts räckspadar av olika utformning.

#### Garvämne
I en fullständig vegetabilisk garvning används garvämne. Ett exempel på ett sådant garvämne är kateku, som kommer från det ostindiska katekuträdet (Acacia catechu). Man kombinerar olika garvämnen så att de kompletterar varandras egenskaper. Det är en konst att ta fram garvmedelsblandningar som ger lädret de egenskaper man vill ha.

## Dagens, gårdagens och morgondagens garverinäring
I Sverige fanns 4 garverier år 1998 med industriell verksamhet. Inom produktionen är drygt 400 personer aktiva. Detta kan jämföras med att det för 25 år sedan fanns ett 10-tal garverier där cirka 700 personer arbetade. Går man ytterligare 25 år tillbaka i tiden fanns 20–25 garverier med troligen 1 500 arbetande personer.
Dessa siffror visar tydligt vilken utveckling som skett under detta sekel. De små till viss del hantverksmässiga garverierna har konkurrerats ut till fördel för större mer effektiva anläggningar. Den totala produktionen inom landet är obetydligt mindre idag än för 50 år sedan. Idag tillverkas årligen 2,5 miljoner kvadratmeter läder i Sverige mot närmare 3 miljoner för 50 år sedan. Man ska dock ha i åtanke att vår befolkning ökat kraftigt så konsumtionen per person har minskat.

## Garvningen internationellt

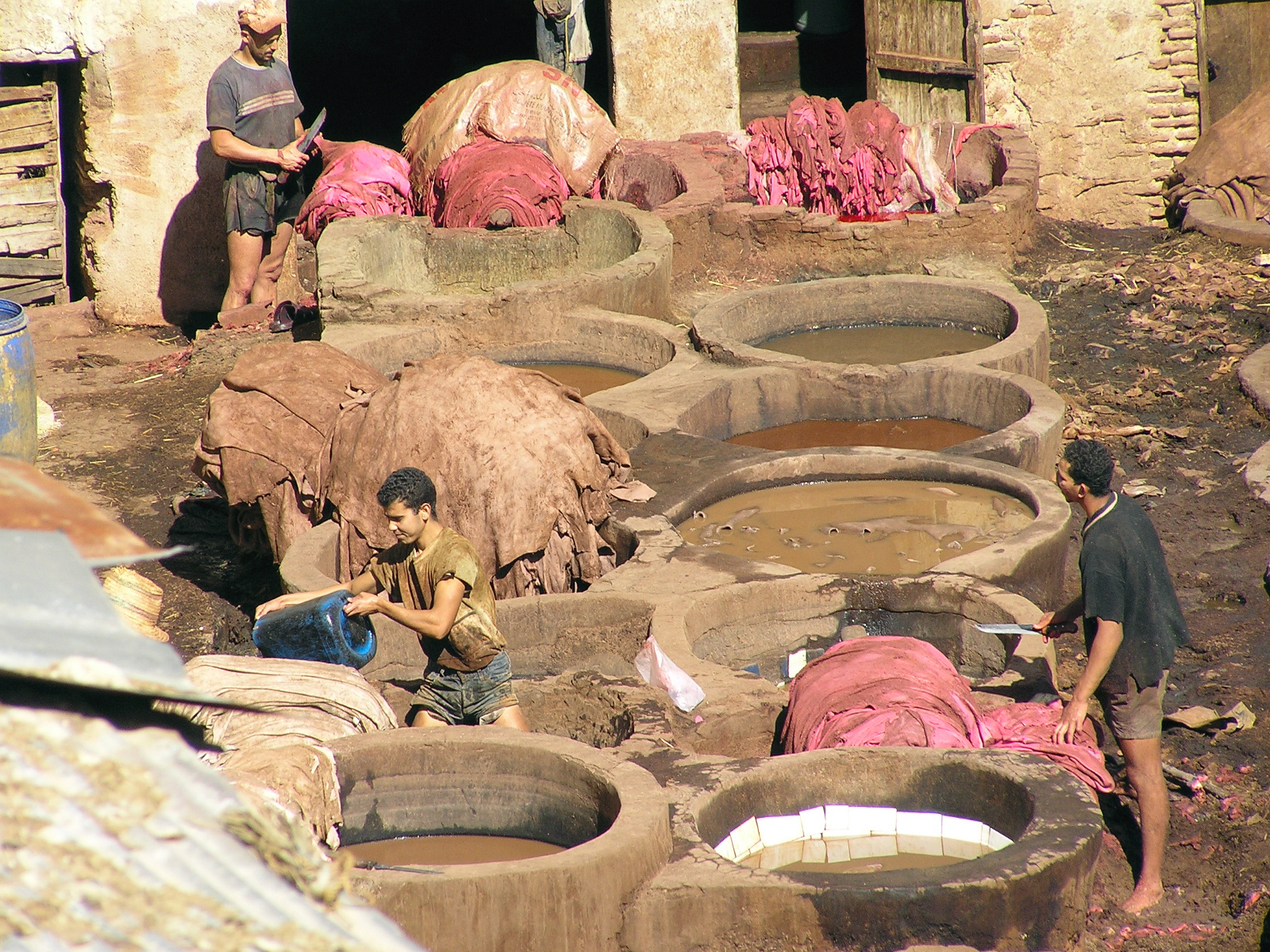
Garvare i Fès

Totalt i världen tillverkas 1 300 miljoner kvadratmeter läder varje år. Garveriindustrin i Europa och Nordamerika har under de senaste åren minskat till förmån för garverier i Asien och Sydamerika. Orsaken är bland annat billigare produktionskostnader men också ökad efterfrågan på läder i dessa länder, som tidigare inte hade samma ekonomiska möjligheter som västvärlden att köpa lädervaror.

## Produktion
Idag liksom för 50 och 25 år sedan dominerar framställning och användning av läder till skor. Därefter kommer läder till beklädnad (konfektion), lädervaror det vill säga väskor, plånböcker m m, klädsel till möbler, bilar, tåg och fartyg. Övriga användningsområden är bland annat läder till remmar, seldon, proteser och inom industrin.

## Miljöpåverkan
Idag är den vanligaste garvningsmetoden kromgarvning eftersom den är snabbare och billigare men metoden medför negativa effekter på miljön och människor, i synnerhet i de fall där garveriernas avfallshantering är undermålig. Vid kromgarvning används tungmetaller, bl.a. stora mängder krom. Lädret sköljs men en del av kromet stannar kvar i lädret och kan orsaka allergier. Vegetabilgarvat läder innehåller inga allergiframkallande ämnen och de färger som används är miljöanpassade. Från början användes en metod där krossad bark lades på hudarna. I slutet av 1700-talet upptäcktes det att det gick att utvinna garvämnet som koncentrat. Bark från olika trädslag innehåller olika mycket garvämnen, den så kallade garvsyran. I Sverige användes tidigare bark från ek, gran eller sälg. Idag importeras barkkoncentrat från i första hand mimosaträdet och quebrachoträdet.  Miljöpartiet har vid ett flertal tillfällen motionerat i riksdagen om att kromgarvat läder bör klassas som miljöfarligt avfall, samtliga har avslagits. 